# Chiesa di Santa Caterina d'Alessandria (Tusa)
La chiesa di Santa Caterina d'Alessandria è una chiesa di Tusa.

## Storia
La chiesa fu edificata nel Cinquecento appena fuori dalle mura, nel quartiere detto il Borgo. Vi era annesso un monastero di suore benedettine.

## Descrizione
La chiesa ha unica navata con volta a botte lunettata: danneggiata dal terremoto del 1693 fu ricostruita nel 1718, senza la precedente scalinata in facciata e con accesso solo attraverso i portali laterali. In seguito al terremoto del 1908 fu chiusa per i lavori di restauro tra il 1910 e il 1932 e riaperta al pubblico solo nel dopoguerra. Ancora danneggiata dal terremoto del 1968 fu rapidamente restaurata e riaperta.
Vi si trova un quadro raffigurante la Consegna delle chiavi a san Pietro, attribuito ad Alonso Rodriguez e un altro che riproduce la Madonna del Rosario, opera di Galbo da Castelbuono.